# 東興路 (台中市)
東興路為臺灣臺中市的重要道路之一，大致呈南北向，共分三段。北連漢口路一段，南接工學路。

## 行經行政區域
（由南至北）
- 南區
- 南屯區
- 西區
- 西屯區

## 本道路客運
（由南至北）
| 編號 | 業者     | 路線                         | 行駛區間             |
| ---- | -------- | ---------------------------- | -------------------- |
| 58   | 全航客運 | 大慶活動中心－甘蔗里活動中心 | 工學路－復興北路     |
| 70   | 台中客運 | 綠川東站－嶺東科技大學       | 永春東路－臺灣大道   |
| 79   | 統聯客運 | 統聯轉運站－大慶車站         | 復興路－建國南路     |
| 99   | 彰化客運 | 臺中車站－嶺東科技大學       | 文心南五路－永春東路 |
| 127  | 豐榮客運 | 豐樂公園－臺中洲際棒球場     | 臺灣大道－文心南五路 |

## 分段
東興路共分為三段：
- 一段：復興路一、二段－南屯路二段
- 二段：南屯路二段－向上南路一段
- 三段：向上南路一段－臺灣大道二段

## 車道配置
- 臺灣大道－南屯路：雙向四車道
- 南屯路－三民西路：雙車道
- 建國南路－復興路段：雙向四車道

## 沿線設施
（由南至北）
| |                                                                                                  | |
| （往南接工學路） 一段（南區／南屯區） 復興路一、二段 柳川 - 鐵路沿線崇倫碉堡（歷史建築） 建國南、北路一段 台鐵台中線 - 臺中市第十三期市地重劃區 土庫溪 三民西路 - 豐富公園 - 臺中市愛心家園 - 內政部移民署臺中辦公室 - 衛生福利部疾病管制署中區管制中心 南屯路二段 | 二段（南屯區） 五權西路二段 - 台新銀行南屯分行 - 中華郵政台中東興路郵局（台中36支） 向上南路一段 | 三段（南屯區／西區／西屯區） 向上路一段 公益路、二段 - 臺中市政府公務人力訓練中心 - 臺中市政府地政局中興地政事務所 - 臺中市立大業國民中學 - 臺中市南屯區東興國民小學 - 大隆路商圈 - 中國國民黨臺中市黨部 - 臺中市政府都市發展局 - 永豐棧酒店 臺灣大道二段（臺灣大道幹線公車頂何厝站） （往北接漢口路一段） |